# 厄爾施尼茨河 (白美因河支流)
50°2′33″N 11°40′6″E / 50.04250°N 11.66833°E

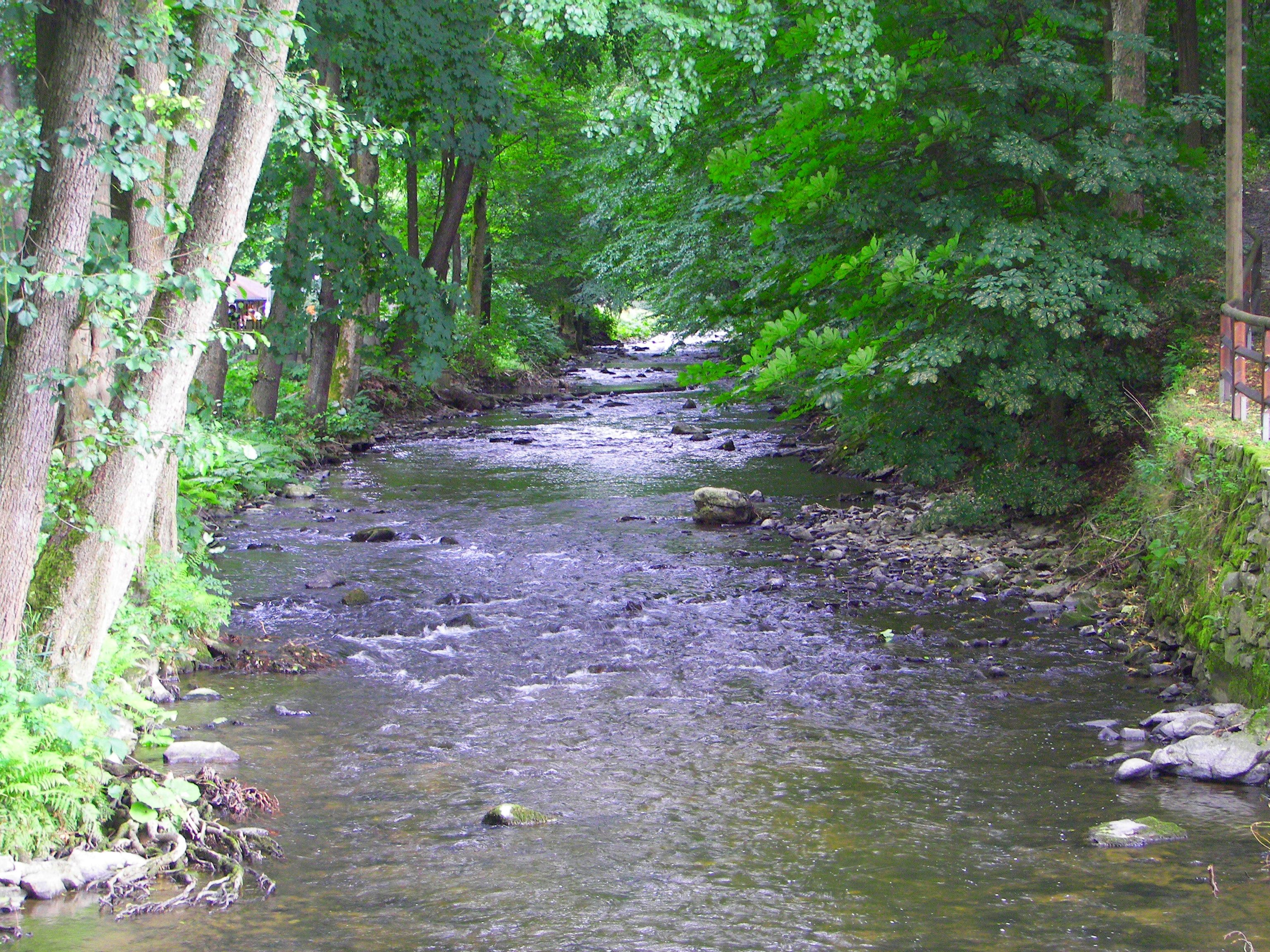

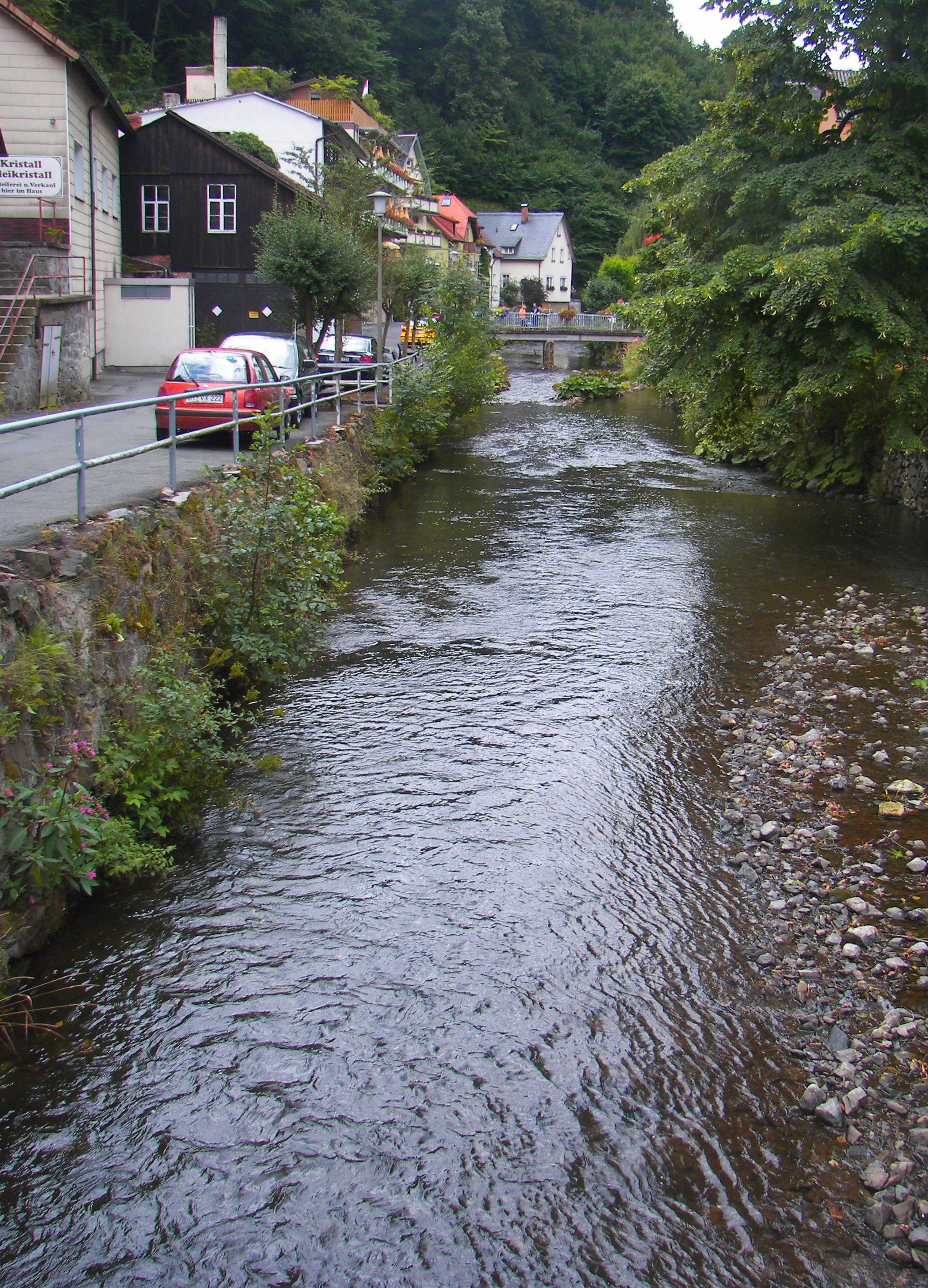

厄爾施尼茨河是德國的河流，位於該國東南部，由巴伐利亞負責管轄，屬於白美因河的右支流，河道全長22.1公里，流域面積99.7平方公里，發源自明希貝格。